# Semperoper
Semperoper è il teatro dell'opera di Dresda. Deve il suo nome all'architetto Gottfried Semper che progettò l'edificio orientandosi a una scelta di forme neorinascimentali con influenze neobarocche e si trova sulla Theaterplatz. È la sede sia della Sächsische Staatsoper Dresden ("Opera di stato di Dresda") che della Sächsische Staatskapelle Dresden ("Orchestra statale di Dresda") e del Semperoper Ballett ("Balletto dell'Opera di Dresda"). Si tratta di una delle costruzioni più prestigiose della Sassonia ed è una nota sede teatrale nella quale la maggior parte delle opere liriche rappresentate viene accompagnata da una delle più celebri orchestre tedesche, la Sächsische Staatskapelle Dresden. Ha ricevuto in tempi recenti il nome di Sächsische Staatsoper (opera statale della Sassonia).

## Storia

### La costruzione originale

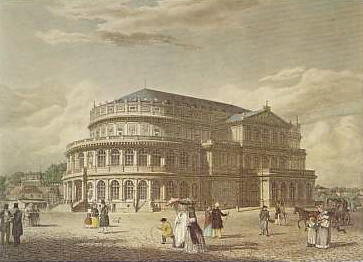
La costruzione originale (Königliches Hoftheater)

La costruzione originale fu progettata da Semper e venne eretta tra il 1838 ed il 1841. Veniva chiamata Teatro reale di corte (Königliches Hoftheater) e si distingueva per la facciata di forma convessa semicircolare a doppio ordine, che ricordava vagamente il Colosseo. 
Un terzo piano più arretrato coronava la costruzione sempre seguendo la forma semicircolare. Nel 1842 vi ebbe la prima assoluta il successo di Rienzi di Wagner, nel 1843 fu la volta de L'olandese volante ancora di Wagner e nel 1844 Bianca und Gualtiero di Aleksej L'vov.
Questo edificio ebbe breve vita, dato che le fiamme lo rasero al suolo già nel 1869.

### La ricostruzione del teatro

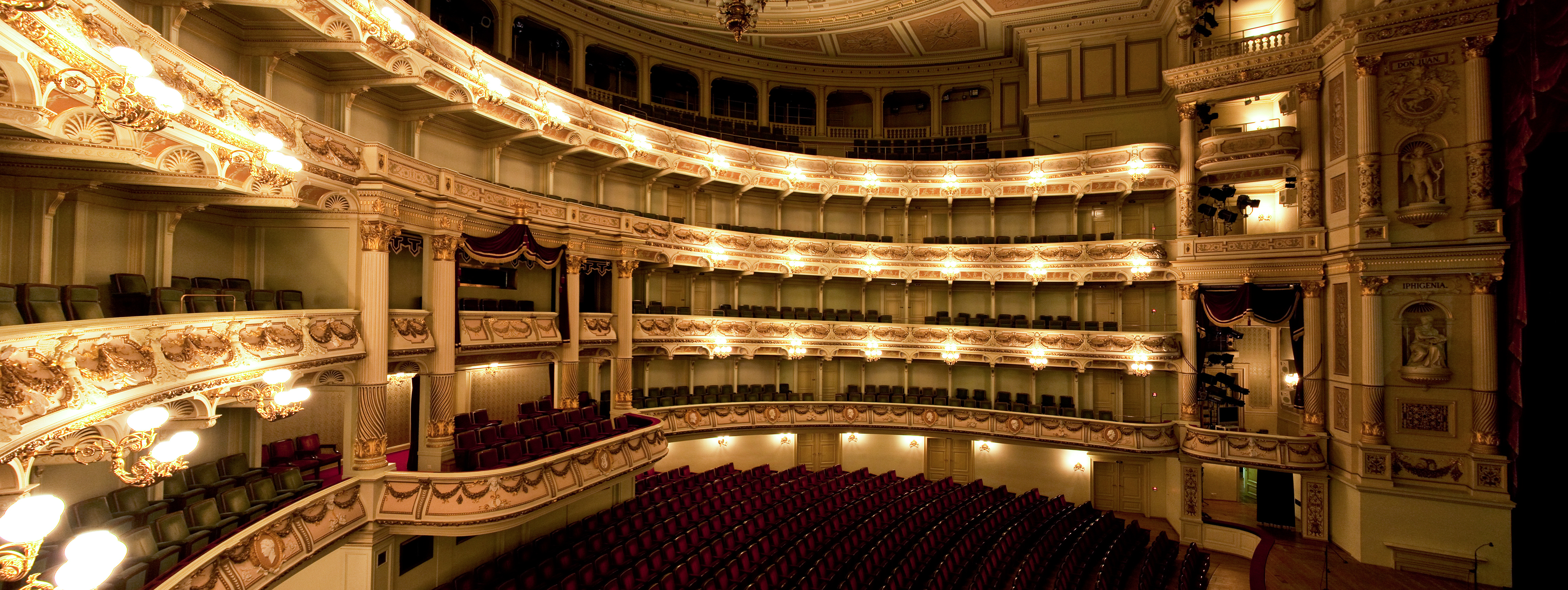
Veduta dell'interno.

Successivamente, il teatro venne riprogettato ed adattato alle nuove esigenze. Trovandosi in esilio per la sua partecipazione ai moti rivoluzionari nel 1849, Semper incaricò il figlio Manfred di portare a punto il progetto e di dirigere i lavori per la nuova costruzione, iniziata nel 1878 e terminata due anni più tardi.
Ripetendo la scelta dei canoni rinascimentali, Semper abbozzò un nuovo progetto ispirato al primo e riprese il progetto di una facciata curva a due piani; come nel vecchio progetto, la facciata è sovrastata da un terzo piano in rientranza e si affaccia sulla piazza antistante con la sua forma tondeggiante. Sul portale, domina la facciata una vistosa quadriga di pantere. Nel complesso, comunque, il progetto risulta notevolmente ampliato e in massima parte reinventato.
Durante la seconda guerra mondiale il bombardamento di Dresda distrusse l'opera per la seconda volta. L'Opera di Dresda fu ricostruita, tra il 1977 ed il 1985, dalle autorità della DDR. Stavolta il progetto di ricostruzione, basato su minuziosi studi, aveva come scopo quello di ricostruire l'opera più o meno com'era prima dell'abbattimento. Si attenne quindi ai modelli della costruzione distrutta, anche se all'interno furono previste modifiche per ampliare la grande sala.

## Influenza culturale

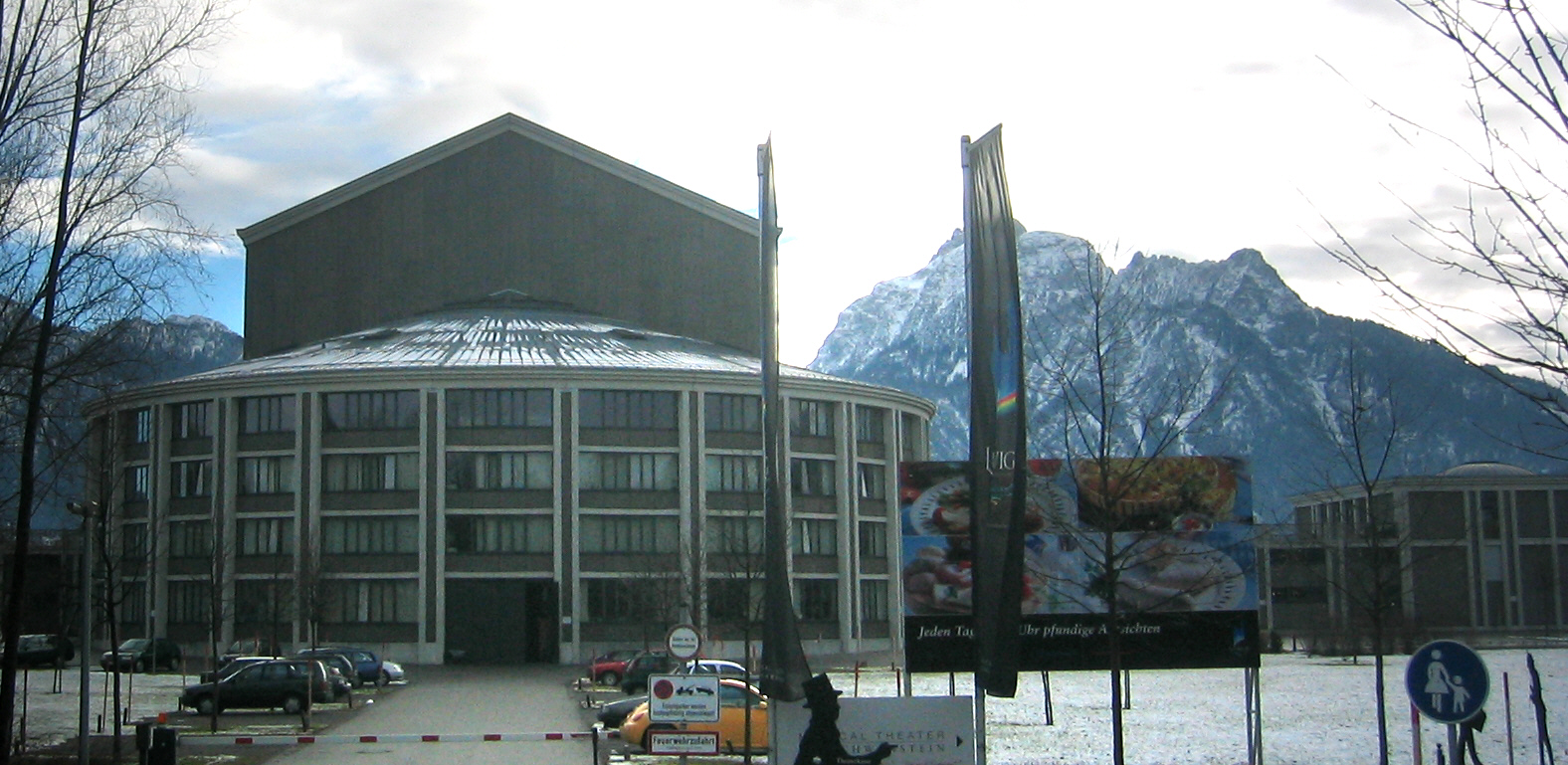
Festspielhaus, già Musical Theater Neuschwanstein

Le soluzioni volumetriche adottate da Semper per le due costruzioni dell'opera di Dresda (facciata a pianta semicircolare a mo' di teatro romano e corpo centrale rialzato con tetto a due spioventi) furono apprezzate e vennero riprese anche da altri architetti. Soluzioni analoghe sono state infatti applicate a costruzioni come la Festspielhaus di Bayreuth (1876), ma anche al progetto della Festspielhaus Neuschwanstein (una costruzione postmoderna eretta a Füssen presso il castello di Neuschwanstein per rappresentazioni di musical e opere).